# Ió
Ió (Eeyore, no original em inglês), é um personagem da turma do Ursinho Pooh. Ele também é conhecido como Oió, Ió ou Igor. O nome oficial da Disney no Brasil é Ió.
Ió é um burro cinzento (às vezes azulado) com pernas curtas, orelhas caídas e crina negra. Por algum motivo ele não tem uma cauda de verdade, em troca usa uma falsa presa por um prego e com um laço rosa na ponta. Ele é conhecido por ser resmungão, nunca ficando contente nem entusiasmado com nada e quando acontece algo bom costuma dizer surpreso, algo como: "incrível, nunca achei que fosse dar certo" . Nesse ponto ele é praticamente o oposto do Tigrão. Ió também costuma dizer coisas um tanto filosóficas como: "fim da linha… nada a fazer… sem esperança das coisas melhorarem… parece até sábado a noite, lá em casa".
Na língua inglesa, o principal bordão de Ió é "Thanks for noticing me" ("obrigado por me notar"), que no Brasil foi adaptada como "Obrigado pela consideração", ou "Valeu a lembrança".A sua comida preferida  é alfafa. Ele mora em uma casa de gravetos que é frequentemente derrubada e depois reconstruída. No final do filme do Tigrão, ele ganha uma casa nova, maior e mais confortável, porém ela não aparece nos filmes posteriores.
Ió também foi um dos personagens mais polêmicos, não só na história da literatura infantil, como também da Disney, isso por que a sua depressão é frequentemente alvo de critica de pais, educadores e psicólogos infantis que acreditam que isso possa afetar negativamente as crianças e adolescentes que assistem os desenhos, pois o personagem é altamente depressivo, e simboliza uma pessoa que sofre de depressão, isso pode ser ainda mais claro nos filmes e desenhos mais antigos do que nas séries como "Meus Amigos Tigrão e Pooh" e "O Livro do Pooh" que são para crianças em idade pré-escolar. Essa polêmica é tão grande que o personagem chegou a ser referência e se tornou até um meme popular na internet.
Além de ser melancólico e deprimido, alguns comentários e frases do Ió podem sugerir que além da depressão, o personagem também tenha tendências suicidas. Análises psiquiátricas sugerem que o personagem sofra de transtorno depressivo persistente. Outras condições médicas demonstradas por Ió envolvem a amputação traumática da cauda e constantes problemas de habitação.
Ió, apesar de gostar muito dos seus amigos, não parece possuir um melhor amigo, alguém por quem ele sinta afeição especialmente forte. Seus amigos incluem: Ursinho Puff, Leitão, Abel, Tigrão, Roque-Roque, Corujão, Guru, Kessie e Bolota.

## Aparições
- Winnie-the-Pooh (livro)
- The House at Pooh Corner (livro)
- The Many Adventures of Winnie the Pooh (filme)
- The New Adventures of Winnie the Pooh (série animada)
- Pooh's Grand Adventure: The Search for Christopher Robin (filme)
- Winnie the Pooh: Seasons of Giving (filme)
- The Tigger Movie (filme)
- The Book of Pooh (série animada)
- Winnie the Pooh: A Very Merry Pooh Year (filme)
- Piglet's Big Movie (filme)
- Winnie the Pooh: Springtime with Roo (filme)
- Pooh's Heffalump Movie (filme)
- Pooh's Heffalump Halloween Movie (filme)
- My Friends Tigger & Pooh (série animada)
- Pooh's Super Sleuth Christmas Movie (filme)
- Kingdom Hearts (game)
- Kingdom Hearts II (game)